# Berliet VRB
Unter der Werksbezeichnung Berliet VRB liefen beim Fahrzeughersteller Berliet in Lyon zwei Pkw-Typen, von denen zumindest Prototypen gebaut wurden.

## VRB 3,2 Liter
Am 2. März 1926 erhielt ein Pkw der oberen Mittelklasse mit der Typenbezeichnung Berliet VRB seine allgemeine Betriebserlaubnis, der folgende technischen Daten aufwies:
Wassergekühlter Sechszylindermotor des Typs MKC1, Bohrung × Hub 75 × 120 mm, 3181 cm³ Hubraum, 14 Steuer-PS, die bei 1650/min entwickelte effektive Leistung nicht genannt, die übrigen technischen Daten (soweit bekannt) stehen in der Info-Box..
Der Typ wird sonst nirgendwo erwähnt, es blieb daher vermutlich bei einem Prototyp.

## VRB 4 Liter
Am 14. Oktober 1926 erhielt ein weiterer Pkw mit der Typenbezeichnung Berliet VRB seine allgemeine Betriebserlaubnis, der folgende technischen Daten aufwies:
Wassergekühlter Sechszylindermotor des Typs MLC2 mit Seitenventilen, Bohrung × Hub 80 × 120 mm, 4086 cm³ Hubraum, 20 Steuer-PS, die bei 1800/min entwickelte effektive Leistung nicht genannt, die übrigen technischen Daten (soweit bekannt) stehen in der Info-Box.
In der allgemein zugänglichen Literatur wird ein „Berliet 20CV“, auch „Berliet 4 Liter“ erwähnt, der beim Pariser Autosalon 1926 erstmalig vorgestellt wurde, einen Radstand von 3,42 oder 3,66 m hatte, Preis des bloßen Chassis 65.090 Francs, und im Übrigen über den gleichen Motor wie der Typ VRB 4 Liter. Es liegt nahe zu unterstellen, dass Berliet VRB und Berliet 20 CV identisch sind, das eine war die Werks-, das andere die Verkaufsbezeichnung. Der Typ wurde noch für 1929 angeboten, jedoch nur auf besondere Bestellung gefertigt. Mit seinem großen Radstand dürfte das Auto der Oberklasse zuzurechnen sein. Die gebaute Stückzahl dürfte gering geblieben sein (irgendwo im zweistelligen Bereich).

### Originalquellen
Eine Publikation, in der alle vor 1945 gebauten Berliet-Typen individuell abgehandelt wären, gibt es nicht. Neben der unten erwähnten Literatur wurde auf die folgende in der Fondation Berliet verwahrte Originalunterlagen zurückgegriffen:
- „Fiches des Mines“: Es sind die Werksunterlagen zur Erteilung einer allgemeinen Betriebserlaubnis, hierfür ist in Frankreich der „Inspecteur des mines“ sachlich zuständig. Diese Unterlagen sind im Berliet-Archiv chronologisch geordnet und nummeriert. Nicht zu jedem Typ bzw. Variante gibt es entsprechende Unterlagen, teils, weil sie wohl als Untervarianten eines anderen Typs verstanden wurden, für den eine gesonderte Erlaubnis nicht erforderlich war, teils wohl, weil diese Unterlagen im Laufe der letzten 100 Jahre verlorengegangen sind. Bei Militärtypen gibt es Hinweise, dass eine Betriebserlaubnis direkt durch militärische Dienststellen erfolgte, was entsprechende „fiches des mines“ überflüssig machte. Die Quellenbezeichnung lautet: „Fiches No....“
- „Etat des véhicules utilitaires et autobus declares aux mines depuis 1920“, eine 15-seitige Zusammenstellung vom 1. Dezember 1941, enthält insbesondere die reservierten Chassisnummernbänder, die jedoch vielfach nicht vollständig ausgeschöpft wurden, einige Typen bzw. Varianten werden nicht erwähnt, Quellenbezeichnung lautet: „Etat S...“
- „Nombre de véhicules construits de 1930 à 1942“, siebenseitige Zusammenstellung der zwischen 1930 und 1942 gebauten Stückzahlen an Nutzfahrzeugen, erstellt wohl 1943, erste Seite teilweise irreparabel verderbt, teilweise werden mehrere Typen bzw. Varianten zusammengefasst, Quellenbezeichnung lautet: „Nombre S...“

### Sonstige Quellen
- René Bellu, Toutes les voitures Françaises 1927, in Automobilia Hors-Serie No.78, Paris 2006, zit. als „Bellu 1927“
- René Bellu, Toutes les voitures Françaises 1928, in Automobilia Hors-Serie No.94, Paris 2009, zit. als „Bellu 1928“
- René Bellu, Toutes les voitures Françaises 1929, in Automobilia Hors-Serie No.84, Paris 2006, zit. als „Bellu 1929“
- Monique Chapelle: Berliet. 1. Auflage. EMCE, Saint-Chamond 2016, ISBN 978-2-35740-049-8.